# سانیان سفلی
سانیان سفلی، روستایی در دهستان بروانان غربی بخش مرکزی شهرستان ترکمانچای در استان آذربایجان شرقی ایران است.

## جمعیت
بر پایه سرشماری عمومی نفوس و مسکن در سال ۱۳۹۵، جمعیت این روستا برابر با ۲۶۳ نفر (۸۶ خانوار) بوده است. فامیلی ها اعم از : اهری /قربانی /رحمتی /رحیمی /محمدی /مرادی /علیزاده/ هاشمی /و ...... میباشد